# Батт (мифология)
Батт (др.-греч. Βάττος «болтун»; лат. Battus) — персонаж древнегреческой мифологии, пастух царя Пилоса Нелея. Согласно классической версии мифа, Гермес гнал украденное у Аполлона стадо коров. По пути ему встретился Батт. Молодой бог пообещал или подарил пастуху одну из коров за его молчание. Надёжно укрыв стадо, Гермес изменил свой вид и голос, после чего вернулся к Батту. Выдав себя за хозяина похищенных коров и пообещав награду, он выведал у болтливого пастуха всё, что тот видел. Тогда Гермес рассердился и превратил Батта в камень.

## Мифы
Согласно классической версии мифа, когда Гермес выкрал стадо, выпасаемых Аполлоном коров, то ему на обратном пути встретился пастух Батт. Он служил у Нелея, царя Пилоса в Мессении, славившегося своим богатством. Пастух по разным версиям мифа либо был на горе и услышал мычание коров, либо находился на равнине рядом со стадами Нелея, когда Гермес гнал похищенных животных.
Гермес взял у Батта обещание, что тот будет нем как камень и не выдаст похитителя. В награду бог подарил, или, по другой версии, пообещал подарить пастуху корову. После того, как стадо было надёжно спрятано в одной из пещер, Гермес изменил облик и голос и вернулся к Батту. Он выдал себя за хозяина похищенных коров. Также он пообещал Батту за помощь по одной версии мифа плащ, по другой — корову и быка.
Пастух с радостью, в надежде на двойную награду, рассказал всё, что видел. Гермес рассердился, ударил Батта жезлом, и тот превратился в камень или скалу, которую «не щадит ни зной, ни холод». В историческое время место, где предположительно произошло событие называли «Баттовой стражей», а камень, в который согласно мифу превратился Батт, «Указчиком».
В гомеровском гимне «К Гермесу» описана отличная от вышеизложенной версия мифа о похищении Гермесом стад Аполлона. Действие перенесено из Пелопоннеса в беотийскую равнину около города Онхест. В нём бог встречает на пути старика, который мотыжит землю. Гермес обратился к нему со словами: «Если и видишь — не видь! Оглохни если и слышишь! Сделайся нем, раз тебе самому здесь не будет убытка!» Однако старик ослушался бога, и, когда Аполлон в поисках пропавших стад прибыл к Онхесту, честно рассказал всё что видел. Никакого наказания от Гермеса в гомеровском гимне не последовало. Также, как отмечают антиковеды, в гомеровском гимне имя старика не приведено.

## В искусстве
В античной литературе миф о болтливом пастухе Батте описывали, согласно Памфилу Александрийскому (I век н. э.), Никандр Колофонский (250—170 гг. до н. э.) в книге I «Превращений», Гесиод (VIII—VII века до н. э.) в Великих Эоях, Дидимарх в книге III «Метаморфоз», Антигон Каристский (III век до н. э.) в «Превращениях» и Аполлоний Родосский (III век до н. э.) в эпиграммах. Литературная обработка мифа о Батте в античных произведениях содержится у Овидия и Антонина Либерала.
Батт упоминается во французской поэме XIV века «Морализованный Овидий», где вся история о похищении Гермесом стад Аполлона представлена в виде аллегории.
К мифу о Гермесе и Батте обращались художники Нового времени. Картины с соответствующим сюжетом создали, в частности, Якоб Симон Пинас и Адам Эльсхаймер. Французский живописец Клод Лоррен в «Пейзаже с Аполлоном и Меркурием» изобразил играющего на скрипке Аполлона, позади которого Гермес угоняет стадо коров. Вдалеке на мосту помещена еле заметная фигура Батта, который наблюдает за происходящим. Известен также ряд гравюр с Баттом и Гермесом, украшающих издания «Метаморфоз» Овидия.
| | |                                                                                             | | |
| «Пейзаж с Меркурием и Баттом». Якоб Симон Пинас, 1618 год. Частная коллекция Винера, Нью-Йорк, США | «Пейзаж с Меркурием и Баттом». Якоб Симон Пинас, 1637 год. Национальная галерея Шотландии, Эдинбург, Великобритания | «Пейзаж с Аполлоном и Меркурием». Клод Лоррен, 1645 год. Галерея Дориа-Памфили, Рим, Италия | «Меркурий и Батт». Адам Эльсхаймер, 1676 год. Штеделевский художественный институт, Франкфурт-на-Майне, Германия | «Гермес превращает Батта в камень». Гравюра Иоганна Вильгельма Баура к книге «Метаморфозы» Овидия 1685 года выпуска |